# Катагенез (геологія)
Катагенез у геології — природний процес зміни осадових гірських порід, що настає після діагенезу й передує метаморфізмові. Полягає у значному ущільненні порід, утворенні мінералів вторинних і перекристалізації речовини тощо.

## Загальний опис
Катагенез — природний процес зміни осадових гірських порід, що настає після діагенезу і відбувається внаслідок їх фізико-хімічних перетворень в земній корі. Основними чинниками катагенезу є температура, тиск і вплив підземних вод. Інтенсивність катагенезу залежить від геологічних умов і меншою мірою — складу й фізичних властивостей порід. Цей процес є дуже довготривалим і може продовжуватися протягом цілих геологічних періодів та ер. На стадії катагенезу в породах часто утворюються пірит, марказит, халцедон, кварц, кальцит та інші мінерали. Глини перетворюються на щільні, що не розмокають у воді, аргіліти, піски — на пісовики тощо. В умовах висхідних тектонічних рухів основним чинником катагенезу є підземні води, під дією яких посилюється принесення і винесення речовин у верствах осадових порід. У разі підняття осадових товщ катагенез змінюється вивітрюванням, у разі опускання — метаморфізмом.

## Стадія катагенезу при газонафтоутворенні
Розділяється на ряд підстадій: ранню — протокатагенез (буровугільний етап вуглефікації), середню — мезокатагенез (кам'яновугільний етап), пізню — апокатагенез (антрацитовий етап). Протокатагенез характеризується зануренням порід в зону температур 50-800С і тисків 30,4-35,5 МПа. Процес подальшого фізико-хімічного перетворення органіки, але в більш жорстких термобаричних умовах, супроводжується переважно утворенням газоподібних вуглеводнів за рахунок відщеплення периферійних груп від вхідної макромолекули органічної речовини. Одночасно відбувається подрібнення (відділення низькомолекулярних вуглецевих сполук) та збільшення молекул органічної речовини (полімеризація основної матриці керогену), до кінця підстадії — дозрівання мікронафти (жирні кислоти частково декарбоксилюються, частково полімеризуються і переходять у полімерліпіди). Мезокатагенез (МК) — основна підстадія в історії утворення нафти. Вона розчленується на ряд градацій від МК1 до МК5. Породи при зануренні продовжують ущільнюватися, температура до кінця МК сягає 200—250 0С, тиск — 179,2-202,6 МПа. Відбувається внутрішньомолекулярна перебудова основної матриці керогену, в результаті якої виділяється широка гама вуглеводнів. На градаціях МК1-МК3 при т-рах 60-180 0 утворюється основна маса вуглеводнів нафтового ряду — головна фаза (зона) нафтоутворення; на наступних градаціях (МК4-МК5) ґенерується в основному газ — зона переважно метаноутворення, друга головна зона газоутворення. На підстадії апокатагенезу (т-ра понад 250 0С) відбувається графітизація вуглефікованої речовини; з початку підстадії продовжується генерація метану, до кінця — відбувається виділення в основному кислих газів, розкладання нафти. У стадійності газонафтоутворенні газ починає процес нафтогазоутворення, супроводжує основну ґенерацію нафти і завершує її (зони конденсату та сухого газу).